# Usman Garuba
Destiny Usman Garuba Alari (Madrid, 9 de março de 2002) é um jogador espanhol de basquete profissional que atualmente joga no Golden State Warriors da National Basketball Association (NBA).
Filho de pais nigerianos, ele ingressou nas categorias de base do Real Madrid aos 11 anos. Em 2019, aos 17 anos, ele se tornou o titular mais jovem da história do clube. Na temporada de 2020-21, Garuba foi nomeado o Rising Star da EuroLeague e o Melhor Jogador Jovem da Liga ACB. No draft da NBA de 2021, ele foi selecionado pelo Houston Rockets como a 23ª escolha geral.

## Início da vida e carreira juvenil
Garuba cresceu jogando futebol, sua paixão original, mas mudou para o basquete porque sua altura excepcional limitava seu sucesso no antigo esporte. Em novembro de 2011, ele ingressou na Escuela Municipal de Baloncesto de Azuqueca, onde o treinador e coordenador David Serrano o ajudou a iniciar sua carreira no basquete.
Em 2013, Garuba ingressou nas categorias de base do Real Madrid. Ele tinha 1,89 m e pesava 81 kg quando tinha 12 anos. Em 2015, Garuba ajudou seu time a vencer a Minicopa Endesa, um torneio de clubes espanhóis Sub-14. No ano seguinte, Garuba levou o Real Madrid a mais um título da Minicopa e foi eleito o MVP da competição. Ele teve média de 22,8 rebotes no torneio, tendo 32 rebotes contra o Joventut Badalona na final.
Em fevereiro de 2018, Garuba teve sua primeira experiência no Adidas Next Generation Tournament (ANGT) com a equipe Sub-18 do Real Madrid nas eliminatórias de Munique. Ele foi nomeado MVP do torneio depois de ter médias de 16,5 pontos, sete rebotes e 3,8 assistências.

## Carreira profissional

### Real Madrid (2017–2021)
Na temporada de 2017-18, Garuba jogou pelo Real Madrid B, o time reserva do Real Madrid na Liga EBA, a quarta divisão da Espanha. Em 11 jogos, ele teve médias de 11,1 pontos, 9,2 rebotes e 1,7 bloqueios. Na temporada de 2018-19, ele continuou a jogar pelo Real Madrid B e teve médias de 14,6 pontos, 12,0 rebotes, 2,1 assistências e 1,5 bloqueios em 22 jogos na Liga EBA. Em 28 de outubro de 2018, aos 16 anos e sete meses de idade, Garuba estreou pelo Real Madrid na Liga ACB contra o Miraflores. Ele se tornou o pivô mais jovem da história da ACB, superando José Ángel Antelo, e o terceiro mais jovem estreante do Real Madrid, atrás de Luka Dončić e Roberto Núñez.
Na temporada de 2019-20, Garuba se tornou um membro em tempo integral da equipe sênior do Real Madrid. Em sua estreia na temporada contra o Joventut Badalona aos 17 anos, seis meses e 19 dias de idade, ele passou Dončić como o titular mais jovem de todos os tempos do Real Madrid. Em 29 de setembro, ele registrou 13 pontos e 10 rebotes em uma vitória sobre o Murcia e se tornou o jogador mais jovem com um duplo-duplo na história da Liga ACB. Em 30 de outubro de 2019, Garuba estreou na Euroliga e registrou 12 pontos, quatro rebotes e três roubos de bola contra o Bayern de Munique. Ele terminou a temporada com médias de 4,4 pontos e 4,4 rebotes e foi selecionado para a Equipe de Novatos da Liga ACB.
Em 18 de abril de 2021, Garuba registrou 14 pontos e 12 rebotes na vitória por 101-92 sobre o Joventut Badalona. Ele ganhou o prêmio de Jogado Jovem da Liga ACB e foi nomeado para a Equipe de Novatos da Liga ACB pela segunda temporada consecutiva. Em 29 de abril, ele registrou 24 pontos e 12 rebotes na vitória por 82-76 sobre o Anadolu Efes no Jogo 4 dos playoffs da EuroLeague. Garuba ganhou o prêmio de Estrela em Ascensão da EuroLeague depois de ter médias de 3,9 pontos e 4,0 rebotes.

### Houston Rockets (2021–Presente)
No draft da NBA de 2021, ele foi selecionado pelo Houston Rockets como a 23ª escolha geral. Em 16 de agosto, ele assinou um contrato de 4 anos e US$11.8 milhões com os Rockets. Em 26 de janeiro de 2022, os Rockets anunciou que Garuba havia sido submetido a uma cirurgia bem-sucedida para reparar o pulso esquerdo fraturado e deveria ficar de fora das quadras por seis a oito semanas.

## Carreira na seleção

### Seleção júnior
Garuba fez sua estreia na Seleção Espanhola no EuroBasket Sub-16 de 2016 em Radom, Polônia. Ele foi nomeado MVP depois de liderar sua equipe a uma medalha de ouro e ter médias de 16,3 pontos, 12,4 rebotes e 2,9 bloqueios. Com 14 anos, Garuba se tornou o primeiro jogador de uma faixa etária mais baixa a ganhar o MVP do torneio. Depois de registrar 15 pontos, 11 rebotes e 10 bloqueios na final contra a Lituânia, ele se juntou a Dario Šarić e Ricky Rubio como os únicos jogadores da história com um triplo-duplo na final do torneio.
No verão de 2017, Garuba não pôde retornar à seleção porque estava se recuperando de uma lesão no joelho sofrida no início daquele ano. No EuroBasket Sub-16 de 2018 em Novi Sad, Sérvia, ele teve médias de 16,3 pontos e 12,3 rebotes e levou a Espanha a uma medalha de prata. Garuba ajudou a Espanha a conquistar uma medalha de ouro no EuroBasket Sub-18 de 2019 em Volos, Grécia, juntando-se a seu companheiro de equipe e MVP, Santi Aldama, no All-Star Five depois de ter médias de 15,6 pontos, 12,9 rebotes e 2,1 bloqueios.

### Seleção Sênior
Em 2021, Garuba jogou na Seleção Espanhola nos Jogos Olímpicos de 2020 em Tóquio. Enquanto estava lá, ele foi selecionado pelo Houston Rockets como a 23ª escolha geral no draft da NBA de 2021.

## Estatísticas da carreira

### NBA

#### Temporada regular
| Ano     | Equipe  | PJ | PT | MPJ  | AP   | 3P   | LL   | RT  | AS | BR | TO | PPJ |
| ------- | ------- | -- | -- | ---- | ---- | ---- | ---- | --- | -- | -- | -- | --- |
| 2021–22 | Houston | 24 | 2  | 10.0 | .432 | .250 | .714 | 3.5 | .7 | .4 | .5 | 2.0 |

## Vida pessoal
Os pais de Garuba são de Benin City, Nigéria, mas saíram para escapar do conflito em sua cidade natal. Depois de se mudarem inicialmente para Bruxelas, eles se estabeleceram em Madrid na década de 1990. Seu pai, Mustapha, trabalha para uma empresa de manufatura em Azuqueca de Henares, e sua mãe, Betty, trabalha para o programa de emprego da cidade. Garuba tem um irmão mais novo, Sediq, e uma irmã mais nova, Uki.